# Zenon Sobierajski
Zenon Sobierajski (ur. 9 czerwca 1917 w Poznaniu, zm. 11 kwietnia 2007 tamże) – polski slawista i dialektolog, znawca gwar polskich i słowiańskich, badacz relacji językowych polsko-czeskich i polsko-słowackich, profesor na Uniwersytecie im. Adama Mickiewicza w Poznaniu.  

## Życiorys[2]
Zenon Sobierajski urodził się w rodzinie inteligenckiej; jego ojciec, Telesfor Sobierajski był urzędnikiem Izby Skarbowej w Poznaniu, matka, Stefania z domu Frydrychowicz, zajmowała się gospodarstwem domowym. Jego edukacja rozpoczęła się w powszechnej szkole na Wildzie w Poznaniu. W 1936 roku zdał maturę w Państwowym Gimnazjum św. Jana Kantego, następnie rozpoczął studia polonistyczne i slawistyczne na Uniwersytecie Poznańskim, wybierając specjalność językoznawczą. Był ambitnym studentem; w 1938 roku został zastępcą asystenta w Katedrze Filologii Słowiańskiej, uczęszczał do studenckiego ruchu naukowego, był prezesem Koła Slawistów Studentów Uniwersytetu Poznańskiego im. Jana Baudouina de Courtenay. Wybuch II wojny światowej przerwał jego naukę. Czas okupacji Zenon Sobierajski przeżył w Poznaniu, pracując jako niewykwalifikowany robotnik przy instalacjach grzewczych i wodociągowych, później jako kreślarz wykonując rysunki techniczne w niemieckich pracowniach. Po wojnie powrócił na uniwersytet. Zajął się slawistyką i badaniami nad gwarą kujawską w ramach pracy dyplomowej. W 1946 roku uzyskał tytuł magistra, broniąc pracy dotyczącej gwary w poezji Jana Kasprowicza, z którą to był bardzo związany. W 1947 roku podczas prowadzenia badań na kujawskich wsiach (87 wsi) został aresztowany przez milicję pod zarzutem szpiegostwa. Trafił do więzienia, jednak zdołał się z niego wydostać dzięki wstawiennictwu poznanego tamże oficera wojsk polskich. W roku 1949 uzyskał stopień naukowy doktora filozofii w zakresie filologii polskiej i słowiańskiej dzięki obronie pracy dotyczącej gwar kujawskich. W tymże roku rozpoczął również kolejne studia na Uniwersytecie Karola w Pradze, które umożliwiły mu pogłębianie wiedzy slawistycznej. W 1954 roku objął stanowisko lektora języka polskiego na Uniwersytecie Jana Amosa Komeńskiego w Bratysławie. Sobierajski był także badaczem relacji językowych polsko-czeskich i polsko-słowackich, doskonale znał te języki, zajmował się również gwarami spiskimi. Głównie interesowały go trzy obszary badawcze: Kujawy, Spisz oraz okolice jezior Grodno i Łebsko. Jako badacz gwar zapoczątkował i przyczynił się do rozwoju nagrywania i rejestrowania badań na płyty gramofonowe i taśmy magnetofonowe, dzięki czemu zasłużył się w dziele fonograficznej rejestracji ginących gwar polskich. Był to niewątpliwie przełomowy krok w obszarze badań nad gwarami i ich pozostałościami.  
W 1961 roku objął stanowisko kierownika zakładu Filologii Słowiańskiej w Katedrze Języka Polskiego na Uniwersytecie im. Adama Mickiewicza. W roku 1969 otrzymał tytuł profesora nadzwyczajnego, a w 1982 profesora zwyczajnego. W 1987 roku przeszedł na emeryturę, jednak działalność naukową i dydaktyczną prowadził do samego końca. Od 1978 był członkiem Komitetu Językoznawstwa PAN. Zenon Sobierajski był twórcą wielu publikacji, redaktorem i współtwórcą m.in. słowników czy atlasów gwarowych. Dokonał znaczących badań dotyczących wymierających gwar polskich.  

## Wybrane publikacje
- Elementy gwary w utworach Kasprowicza, Poznań 1950.
- Gwary kujawskie, Poznań 1952.
- Atlas polskich gwar spiskich: na terenie Polski i Czechosłowacji, t. 1–3, Poznań 1966–1973.
- Geolingwistyczna analiza związków międzysłowiańskich na Spiszu, [w:] Z polskich studiów slawistycznych, Warszawa 1983.
- Proces wymierania języka na przykładzie Słowińców nad Bałtykiem, [w:] “Slavia Occidentalis” 1977.
- Podsumowanie badań nad nagraniami reliktów gwary kaszubskich Słowińców, w: Obraz językowy słowiańskiego Pomorza i Łużyc. Pogranicza i kontakty językowe, Warszawa 1997.
- Słownik gwarowy tzw. Słowińców kaszubskich, t.1, Warszawa 1997.
- Atlas języka i kultury ludowej Wielkopolski (współtwórca), Poznań–Wrocław 1979–2005.

## Odznaczenia i nagrody
- Krzyż Kawalerski Orderu Odrodzenia Polski
- Medal 40-lecia Polski Ludowej
- Odznaka honorowa „Za Zasługi w Rozwoju Województwa Poznańskiego”
- Odznaka Honorowa Miasta Poznania
- nagrody resortowe I (1980 – zespołowa) i II stopnia (1967, 1974, 1978, 1983 – zespołowa)

## Publikacje na temat Zenona Sobierajskiego
- H. Nowak, Profesor Zenon Sobierajski (1917–2007) – uczony, nauczyciel, organizator, [w:] Gwary Dziś. 4. Konteksty dialektologii, pod red. J. Sierociuka, Poznań 2007, s. 9–21.
- Bibliografia prac Profesora Zenona Sobierajskiego za lata 1947–2006, oprac. J. Chodera, [w:] Gwary Dziś. 4. Konteksty dialektologii, pod red. J. Sierociuka, Poznań 2007, s. 45–52.
- Zenon Sobierajski, [w:] Stulecie poznańskiej polonistyki (1919–2019), t.2, pod red. A. Piotrowicz, Poznań 2018, s. 191–209.